# Тетер'є
Тете́р'є (рос. Тетерье) — присілок у складі Мокроусовського округу Курганської області, Росія.
Населення — 106 осіб (2010, 127 у 2002).
Національний склад станом на 2002 рік:
- росіяни — 99 %